# Liquid Horizon
Liquid Horizon ist eine Progressive-Metal-Band aus Mannheim.

## Geschichte

### Anfänge
Liquid Horizon wurde im Jahr 2000 gegründet. Alle Bandmitglieder waren zuvor Mitglied der aufgelösten Hard-Rock-Band Savage Heart. Sie übernahmen den Proberaum in Mannheim und gaben sich einen neuen Namen.
Sofort begannen die Arbeiten an der ersten EP <Logon> Restarting System und im Anschluss auch an der EP Zen Garden. Nach der Veröffentlichung der EP Zen Garden kamen auch die ersten Auftritte für die Band u. a. am Hockenheimring im Rahmen der Internationalen Deutschen Motorradmeisterschaft 2002.

### AlbumUrban Legends
Parallel zu weiteren Gigs im Umkreis Mannheim und Stuttgart arbeitete die Band an ihrem ersten Studioalbum Urban Legends im eigenen Tonstudio.
Kurz bevor das erste Album veröffentlicht werden sollte, verkündete die Band auf ihrer Website am 12. November 2004 den Ausstieg von Schlagzeuger Ralf Windisch. Nur zwei Monate später am 18. Januar 2005 wurde Chuck West als neuer Schlagzeuger vorgestellt.
Das Releasekonzert zum Album Urban Legends, bei dem noch Ralf Windisch das Schlagzeug eingespielt hatte, fand am 29. April 2005 statt.
Kurz nach der Veröffentlichung von Urban Legends spielten Liquid Horizon viele Auftritte u. a. als Vorgruppe von Vanden Plas (12. November 2005 im Musik Krone Club Frankenthal) und Adler´s Appetite (22. Januar 2006 in der Rockfabrik Ludwigsburg).
Des Weiteren spielte die Band in Live Clubs wie dem Cafe Central in Weinheim, Club Central und LKA Longhorn in Stuttgart und der Beat Baracke in Leonberg. Insgesamt spielte die Band von 2005 bis 2007 29 Auftritte. Gleichzeitig zu den Auftritten entstand das nächste Album der Band.

### AlbumRevolutions
Mit Revolutions ging die Band komplett neue musikalische Wege. Mit dem neuen Schlagzeuger Chuck West wurde Liquid Horizon viel progressiver und kreierte einen modernen Sound.
Revolutions ist ein Konzeptalbum, in welchem jeder Song einen Freiheitskampf in der Menschheitsgeschichte behandelt. Thema auf diesem Album sind u. a. der Widerstandskampf der Weißen Rose, die Legende des Gladiators Spartacus oder eine 20-minütige Trilogie über die französischen Revolution.
Das Album wurde in der Fachpresse sehr hoch gelobt. Metalinside.de schrieb: „Beide Daumen hoch für LIQUID HORIZON und ihre Art anspruchsvollen Progmetal mit trotzdem noch genügend Power und Tiefe zu spielen!“ burnyourears.de schrieb: „Abwechslungsreicher und interessanter kann man Progressiven Metal kaum einspielen.“

### AlbumThe Script of Life
Nach ein paar weiteren Auftritten u. a. als Support von Lovex begannen auch schon ohne Pause die Arbeiten an ihrem nächsten Album The Script of Life.
Das neue Studioalbum der Band The Script of Life wurde bei der Plattenfirma Firefield Records am 4. Februar 2011 veröffentlicht. Das Album konnte wie auch der Vorgänger Revolutions die Fachpresse sehr überzeugen.
metal.de schrieb: „„The Script of Life“ beweist, dass die Hessen sich ins Songwriting reinhängt haben und sich insgesamt weiterentwickeln konnten.“
underground-empire meinte zur Band: „Wenn die Jungs so weitermachen, werden sie bald zur Prog-Elite aufschließen.“
Im Rahmen der Auftritte für das neue Album spielte die Band erneut als Vorgruppe von Vanden Plas und Mob Rules (zusammen mit Red Circuit).
Kurz vor Weihnachten 2011 verkündet Keyboarder Michael Heck seinen Ausstieg bei Liquid Horizon aus privaten Gründen. Seitdem macht die Band als Trio ohne Keyboarder weiter.

### AlbumBeyond Borders
Trotz des Ausstiegs arbeitete die Band weiter an ihrem nächsten Album Beyond Borders. Alleine die Aufnahmen dafür dauerten drei Jahre (2014–2017) und die anschließende Postproduktion ebenfalls nochmal ein Jahr.
Am 22. Februar 2019 veröffentlichte die Band nach acht Jahren ihr neues Album Beyond Borders mit einem Release-Konzert in der Zuckerfabrik in Frankenthal.
Am 3. Februar 2024 verkündete die Band, dass ihr Schlagzeuger Chuck West verstorben sei.

## Diskografie

### Alben
- 2005: Urban Legends
- 2007: Revolutions
- 2011: The Script of Life
- 2019: Beyond Borders

### EPs
- 2001: <Logon> Restarting System
- 2003: Zen Garden